# بارادو (إسبانيا)
بلدية بارادو (بالإسبانية: Barrado)‏، هي بلدية تقع في مقاطعة قصرش والتي تقع في منطقة إكستريمادورا، غرب إسبانيا.
يبلغ عدد سكانها 513 نسمة وفقاً لإحصائية سنة (2002).